# Industrialisierung der Schweiz
Die Industrialisierung der Schweiz bezeichnet diejenige Phase der wirtschaftlichen Entwicklung der Schweiz, in welcher die Industrie zum wichtigsten Sektor der Wirtschaft wurde. Sie führte zu Neuverteilungen der Investitionen und Beschäftigung unter den einzelnen Wirtschaftszweigen und den Regionen. Die Industrialisierung führte zu grossen sozialen und kulturellen Veränderungen.

## Anfänge
Die Industrialisierung der Schweiz begann – wenn von der vorherigen Proto-Industrialisierung abgesehen wird – wie in den das Land umgebenden europäischen Staaten im 19. Jahrhundert.
Der Anstoss zur industriellen Revolution kam aus dem an der Jahrhundertwende zum 19. Jahrhundert im Industrialisierungs-Prozess bereits weit fortgeschrittenen Pionierland Grossbritannien: 1801 wurden in St. Gallen und 1802 in Winterthur die ersten Spinnmaschinen englischer Herkunft installiert – in einer Zeit also, als die Schweiz noch von den Truppen Napoleon Bonapartes besetzt war. Bereits 1805 dann gründete Caspar Escher die erste Fabrik zur heimischen Herstellung von Spinnmaschinen. Der Kanton Zürich war anfänglich Pionierkanton bei der Erstellung von Fabriken. Betrieben wurden sie zu jener Zeit noch immer durch Wasserkraft-Direktantrieb, die Dampfmaschine wurde erst mit einer gewissen Verzögerung im weiteren Verlauf des Jahrhunderts eingeführt.
Innerhalb von nicht mal einer Menschen-Generation erfolgte somit in einigen – vor allem den protestantischen – Kantonen der Zusammenbruch der traditionellen Handspinnerei und Handweberei (primär im bäuerlichen Nebenerwerb), was nicht zuletzt auch soziale Unruhen nach sich zog.

## Beschleunigte Entwicklung
Bereits 1818 fasste dann z. B. auch die chemische Industrie in der Schweiz Fuss, und zwar mit der Gründung der chemischen Fabrik im zürcherischen Uetikon. Und etwas nach 1830 wies die Schweiz bereits die höchste Export-Quote pro Kopf an industriellen Gütern auf.
Hatten die Fabrikanten ihre Unternehmen zunächst grossteils mit eigenen finanziellen Mitteln aufgebaut, so nahm nach der Jahrhundertmitte – vor allem auch mit der Gründung der Kreditanstalt als erster der nachmaligen Schweizer Grossbanken – die Fremdfinanzierung ihrer Investitionen an Fahrt auf. Was, zusammen mit den ebenfalls expandierenden Aktienbörsen als Finanzierungsinstrument, dem industriellen Wachstum weiteren Schub verlieh.

### Turbinenherstellung in der zweiten Hälfte des 19. Jahrhunderts
Die Turbinenherstellung für Kraftwerke als einer der «Motoren» der Industrialisierung und der Exportwirtschaft:
| Hersteller                                                              | Zeitraum  | Gesamtproduktion           | davon exportiert               |
| ----------------------------------------------------------------------- | --------- | -------------------------- | ------------------------------ |
| Escher Wyss AG, Zürich                                                  | 1844–1875 | 801 Turbinen               | 65,8 %                         |
| Benjamin Roy, Vevey                                                     | 1866–1875 | 226 Turbinen               | 45 % (Europa)                  |
| J.J.Rieter, Winterthur                                                  | 1854–1883 | 350 Installationen         | 30 % (Russland)                |
| Socin & Wick, Basel                                                     | 1867–1883 | 320 Turbinen (95 % Girard) | 70 % der Girardturbinen        |
| Theodor Bell, Kriens                                                    | 1859–1883 | 200 Turbinen               | 50 % (davon 70 % nach Italien) |
| Maschinenwerkstätte Eisengiesserei M. Weniger, St. Georgen (St. Gallen) | 1856–1883 | 130 Turbinen               | 28 %                           |

## Soziale Problematik
Weil während der Industrialisierung das Angebot an Arbeitskraft die Nachfrage der Unternehmen danach, aufgrund des permanenten Mechanisierungs-Prozesses, tendenziell überstieg, reichten die Arbeiterlöhne kaum zum Überleben aus (Proletariat). Um die Existenz der Familien zu sichern, mussten auch Frauen und Kinder arbeiten. Die Arbeitszeiten betrugen dabei bis zu 90 Stunden pro Woche. Gegen den Widerstand der Unternehmer und teils auch des Freisinns wurde 1864 zunächst im Kanton Glarus und 1877 schweizweit ein Fabrikgesetz eingeführt, das die ärgsten Auswüchse etwas milderte. Die normale Wochen-Arbeitszeit betrug danach noch 65 Stunden, Kindern unter 14 Jahren war Fabrikarbeit fortan verboten und für Frauen und Jugendliche Nachtarbeit untersagt.
Zur Verbesserung der Lohnverhältnisse entstanden zunächst auf regionaler Ebene gewerkschaftliche Zusammenschlüsse, wobei gelegentlich auch zum Mittel des Streiks gegriffen wurde. 1880 dann wurde der SGB und 1888 der Schweizerische Metallarbeiterverband als nationale Gewerkschaften gegründet. Es etablierten sich auch langsam die Gesamtarbeitsverträge.